# Roda JC Kerkrade
Sportvereniging Roda Juliana Combinatie Kerkrade ili jednostavno Roda JC Kerkrade je nizozemski nogometni klub iz Kerkradea. U sezoni 2019./20. se natječe u Eerste divisie, drugom rangu nizozemskog nogometa.
Klub je osnovan spajanjem Rapida JC i Roda Sport 1962. godine. U početku su igrali u Eerste Divisie, a plasirali su se u prvu ligu 1973. godine, gdje su ostali sljedeću 41 godinu, 2014. godine su ispali iz lige. U sezoni 2009./10. u naziv kluba su dodali i ime grada iz kojeg potječu, kako bi dobili više pažnje i financijskih sredstava. U Nizozemskoj su poznati kao klub rudara, jer su za njih u samim početcima postojanja igrali samo rudari iz obližnjeg rudnika.

## Vanjske poveznice
- Službene stranice